# Josefa (diseñadora)
Josefa Ibarra, o simplemente Josefa, (Sabinas Hidalgo, Nuevo León, México, 1919 - Tlaquepaque, Jalisco, 2010) fue una diseñadora de moda mexicana conocida por sus caftanes y vestidos de manta de colores de estilo autóctono. Sus marcas fueron "El Águila Descalza" creada en conjunto con su socia Ana Villa y "Josefa" marca de ella misma.

## Biografía
Nació en Sabinas Hidalgo, Nuevo León México. La familia Ibarra se mudó a Dallas, Texas buscando una mejor calidad de vida, así fue como Josefa llegó a los Estados Unidos desde muy pequeña, probablemente desde los 5 años. Siempre mantuvo una gran inquietud sobre su país, México, al cual regresó a los 18 años. Trabajó durante un tiempo en Mexicana de Aviación como azafata con la idea de conocer el país, al ver que no resultaba según sus ideales renunció al poco tiempo. Posteriormente, inspirada por el movimiento Hippie de los años 60 emprendería una especie de expedición con su marido, Jim Heltzel, visitando las comunidades indígenas del sureste mexicano hasta que se estableció en Puerto Vallarta Jalisco a mediados de los años 50.

## Carrera
En Puerto Vallarta, inició haciendo joyería y confeccionando vestidos para ella misma, en esa época conoció a Chris y Lois Portilla, quienes eran concesionarios de Disney en México; Lois le propuso vender los vestidos que ella hacía en la capital, aunque tuvieron relativo éxito el proyecto no duró mucho debido a lo complicado de las transacciones y otras condiciones que la misma Josefa remarca en una entrevista, como que el municipio cortaba la electricidad a las ocho de la noche.
Abrió su marca  en 1963,  ese mismo año se filmó La noche de la iguana y el equipo de producción llegó a la cabaña de Josefa llevándose el stock completo de vestidos, llamando la atención de Ava Gardner y más aún de Elizabeth Taylor, que viajó con la producción como compañía de su marido Richard Burton. El negocio experimentó un crecimiento meteórico enfrentándose a problemas de entregas y abastecimiento, hasta que se asoció con Ana y Edmundo Villa, dueños de El Águila Descalza. Tras mudarse a Tlaquepaque y establecer un plan de negocios, la marca llegó a tener boutiques en Monterrey, Tijuana, Manzanillo, Ciudad de México y Boston, también se vendía en Saks Fifth Avenue, Macy's, Neiman Marcus, Lord & Taylor y otras departamentales estadounidenses. Hasta la fecha, ha sido la única diseñadora mexicana en tener una portada en Vogue París y otra en McCall Patterns con Lady Bird Johnson usando uno de sus vestidos, entre sus clientas destacaron personas como Farah Pahlaví, Sophia Loren, entre otras.

## Premios
Premio Nacional de Exportación
Premio Nacional de Diseño

## Exposiciones
- El Águila Descalza, Museo de la Indumentaria Luis Márquez Romay, 2004.[7]
- México de autor, historia en color. Museo de Arte Popular, 2009.[6]
- Mokaya. Universidad Tecnológica Empresarial de Guayaquil, 2015.[8]
- México Mágico. Ixel Moda, 2016.[9]
- El arte de la indumentaria y la moda en México 1940-2015, Palacio de Iturbide, 2016.[10]

## Libros
- La Gran Josefa. Chris Adams y Rubén Díaz, 2007.